# Derek de Lint
Pour les articles homonymes, voir Lint.

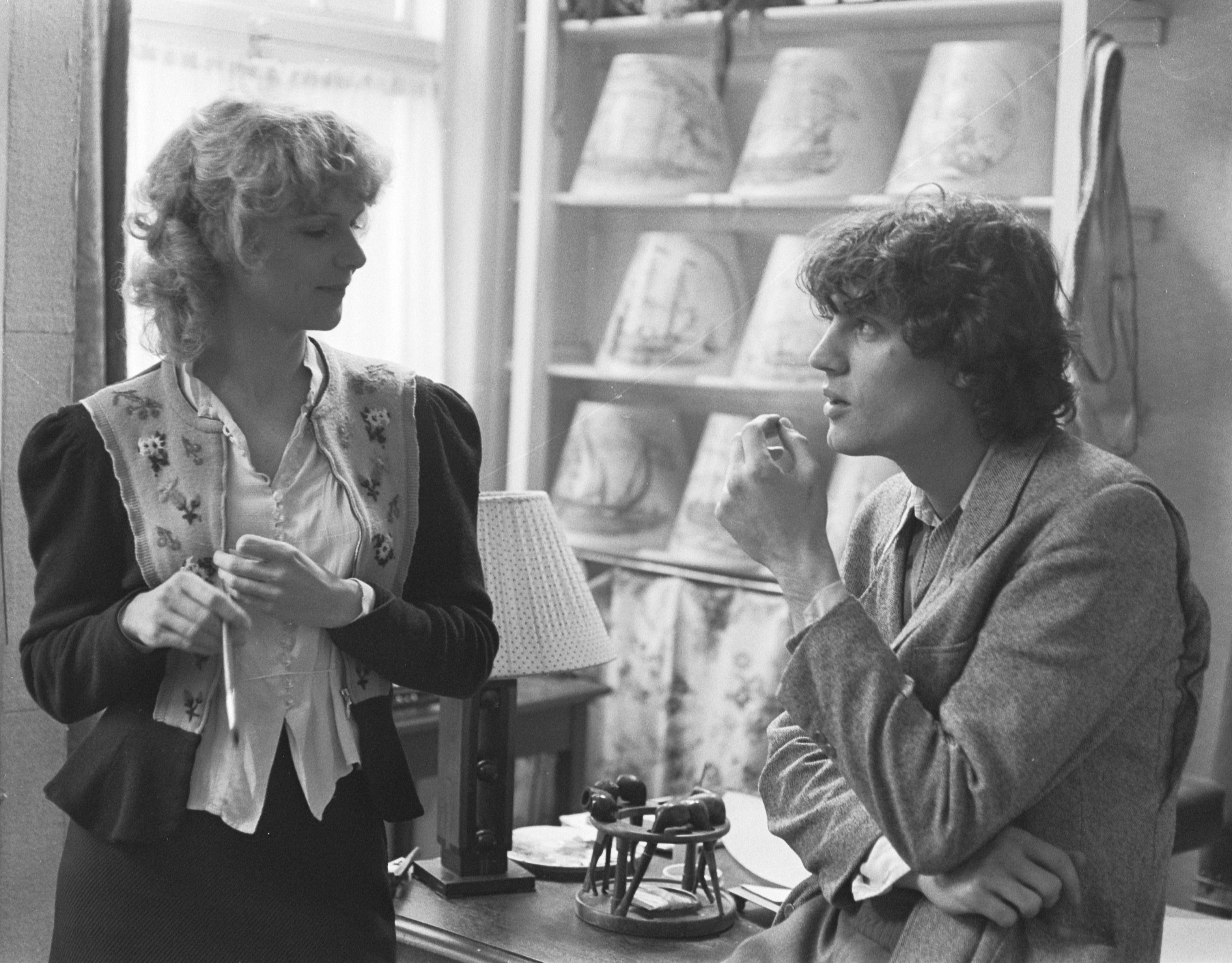
Tingue Dongelmans et Derek de Lint dans À l'américaine (Kort Amerikaans) en 1979.

Derek de Lint est un acteur néerlandais, né Dick Hein de Lint à La Haye (Pays-Bas) le 17 juillet 1950.
Il est connu à la télévision pour son rôle de Derek Rayne dans la série Poltergeist : Les Aventuriers du surnaturel.
Au cinéma, il a joué dans les films : Le Choix du destin, Bastille, L'Assaut, Trois Hommes et un bébé, L'Insoutenable Légèreté de l'être, Deep Impact, Terreur sur la ligne, Black Book,  Isabelle et le secret de d'Artagnan et Michiel de Ruyter.
Il a fait des apparitions dans les séries : China Beach, New York Police Blues, Alias, Au-delà du réel : L'aventure continue, NCIS : Enquêtes spéciales et Jack Ryan.

## Filmographie

### Cinéma
- 1976 : Barocco d'André Téchiné
- 1977 : Le Choix du destin (Soldaat van Oranje) de Paul Verhoeven
- 1979 : À l'américaine (Kort Amerikaans) de Guido Pieters
- 1984 : Bastille de Rudolf van den Berg
- 1985 : Mata Hari de Curtis Harrington
- 1986 : L'Assaut (De Aanslag) de Fons Rademakers
- 1987 : Trois Hommes et un bébé (3 Men and a Baby) de Leonard Nimoy
- 1988 : Stealing Heaven de Clive Donner
- 1988 : L'Insoutenable Légèreté de l'être (The Unbearable Lightness of Being) de Philip Kaufman
- 1989 : Rituels (Rituelen) de Herbert Curiël
- 1995 : Lang Leve de Koningin de Esmé Lammers : Le père de Sara
- 1995 : All Men Are Mortal d'Ate de Jong
- 1998 : Deep Impact de Mimi Leder
- 2006 : Moonlight Serenade de Giancarlo Tallarico
- 2006 : Black Book (Zwartboek) de Paul Verhoeven
- 2006 : Terreur sur la ligne (When a Stranger calls) de Simon West
- 2008 : Les Chevaliers du Roi (De Brief voor de Koning) de Pieter Verhoeff
- 2010 : Gooische Vrouwen
- 2011 : Nova Zembla de Reinout Oerlemans : Willem Barentsz
- 2012 : Insensibles (Painless) de Juan Carlos Medina
- 2012 : Tears of Steel, court métrage de Ian Hubert : Old Thom
- 2015 : Michiel de Ruyter de Roel Reiné  : Johan Kievit
- 2015 : Isabelle et le secret de d'Artagnan de Dennis Bots : Opa Ber

### Télévision

#### Téléfilm
- 1988 : La Grande Évasion 2 (The Great Escape II: The Untold Story) de Paul Wendkos et Jud Taylor

#### Séries télévisées
- 1983 : Dolly Dots : Maarten Flick / Mike Burger
- 1989-1990 : China Beach : Dr Gerard Bernard, 9 épisodes
- 1994 : New York Police Blues, épisode Serge the Concierge
- 1996-1999 : Poltergeist : Les Aventuriers du surnaturel, Derek Rayne
- 1999-2000 : Au-delà du réel : L'aventure continue, 2 épisodes
- 2002 : Alias, Gerard Cuvee, Saison 2, épisode 9 : Double jeu - 2e partie
- 2004 : NCIS : Enquêtes spéciales (NCIS), saison 1, épisode 10 : Amnésie de James Whitmore Jr.
- 2005-2008 : Jardins secrets, Dokter Rossi, 34 épisodes
- 2008-2010 : Deadline (nl), Rogier Lankhorst, 24 épisodes
- 2011 : Affaires non classées, 2 épisodes
- 2022 : Jack Ryan : Rolan Antonov, 4 épisodes

### Internet
- 2012 : Tears of Steel (court métrage) de Ian Hubert : Thom vieux